# Brnjica (gmina Sjenica)
Brnjica (cyr. Брњица) – wieś w Serbii, w okręgu zlatiborskim, w gminie Sjenica. W 2011 roku liczyła 193 mieszkańców.